# Adi Granov
Adi Granov (1977) è un fumettista bosniaco naturalizzato britannico, il cui nome è legato a quello di Iron Man, il popolare personaggio della Marvel Comics.

## Biografia
Granov è sempre stato molto riservato sulla sua infanzia su cui si hanno pochi dettagli.
Nel 2004 Granov viene inserito tra le Marvel's Young Guns, una lista di autori che, secondo l'allora Editor-in-Chief Joe Quesada, avevano le potenzlaità di diventare "future superstar del fumetto". 
Nello stesso anno Granov realizza, sui testi di Warren Ellis, una miniserie di sei numeri dal titolo di Iron Man: Extremis, con il quale operano un vero e proprio restart del personaggio , e che ha ispirato il successivo film di Jon Favreau, su cui Granov ha lavorato come concept designer realizzando tutte le suit del lungometraggio.
Granov ha anche lavorato al seguito del film, intitolato Iron Man 2, diretto sempre da Favreau.
Granov ha realizzato una grande quantità di cover per Marvel Comics, e ha dato seguito alla sua collaborazione con Favreau disegnando la miniserie Iron Man: Viva Las Vegas, scritta da Favreau stesso, di cui è uscito il primo numero a maggio.

## Opere

### Marvel Comics
- X-Men Unlimited # 2 (2004)
- Iron Man (vol. 4) # 1-6: "Extremis" (artista con Warren Ellis, 2005-2006, TPB, 160 pagine, copertina morbida, 2007, ISBN 0785122583, Hardcover, ISBN 0785116125)
- Iron Man: Viva Las Vegas (con Jon Favreau Kolia, 4-problema mini-serie, Marvel Knights, 2008-in corso)
- Tales of Suspense commemorativa Edizione: Captain America e Iron Man # 1 (2005)
- Young Guns Sketchbook 2004 (2005)
- The Amazing Spider-Man # 568 (2008)

### Copertine
- The Amazing Spider-Man # 569 cover variant (2008)
- Amazing Spider-Man Family # 1 (2008)
- Nova # 1-10 (2007)
- She-Hulk # 1-8 (2004)
- Fantastic Four # 538-540
- Inhumans # 8-12 (2004)
- Iron Man Vol. extremis. 1 (2007)
- Iron Man vol. 3, # 75-83 (2004)
- Iron Man vol. 4, # 1-12
- New Avengers # 5 cover variant (2005)
- Silver Surfer vol. 3, # 8 (2004)
- Thor: Figlio di Asgard # 1-6 (2004)
- New Avengers # 24 (2006)